# Bonnée
Bonnée település Franciaországban, Loiret megyében. Lakosainak száma 698 fő (2022. január 1.). Bonnée Les Bordes, Ouzouer-sur-Loire, Saint-Benoît-sur-Loire, Saint-Père-sur-Loire és Bray-Saint-Aignan községekkel határos.

## Népesség
A település népességének változása:
| Lakosok száma | 570  | 651  | 638  | 672  | 673  | 702  | 713  | 710  | 706  | 698  |
|               | 1968 | 1982 | 1990 | 2006 | 2013 | 2015 | 2017 | 2019 | 2020 | 2022 |